# Psorergates ovis
Psorergates ovis är en spindeldjursart som beskrevs av Womersley 1941. Psorergates ovis ingår i släktet Psorergates och familjen Cheyletidae. Inga underarter finns listade i Catalogue of Life.